# Chucus
Chucus bzw. Hugo war Hausmeier im merowingischen Teilreich Austrasien im frühen 7. Jahrhundert.
Nur sehr wenig ist über Chucus bekannt. Er wird im März 616 zusammen mit den beiden Großen Gundoland und Warnachar im Testament des Bischofs Bertram von Le Mans erwähnt. Er wird dort als vir illuster bezeichnet; dieser Titel wurde in der Spätantike für vornehme Beamte benutzt und diente auch in der Merowingerzeit als Bezeichnung für hochrangige Personen.
König Chlothar II. vergab an ihn und den neustrischen Hausmeier Gundoland Güter in der Provence. 617 fungierte er als Hausmeier für Austrasien. Sowohl Chucus als auch die beiden anderen Hausmeier Gundoland und Warnachar scheinen für Korruption anfällig gewesen zu sein. 617/18 bestachen die Langobarden alle drei Hausmeier mit einer erheblichen Summe, damit sie auf Chlothar einwirkten, ihre jährlichen Tributzahlungen an die Franken aufzuheben, was auch gelang. Über Chucus’ weitere Amtszeit oder deren Dauer ist nichts bekannt.